# Gravura Flammarion

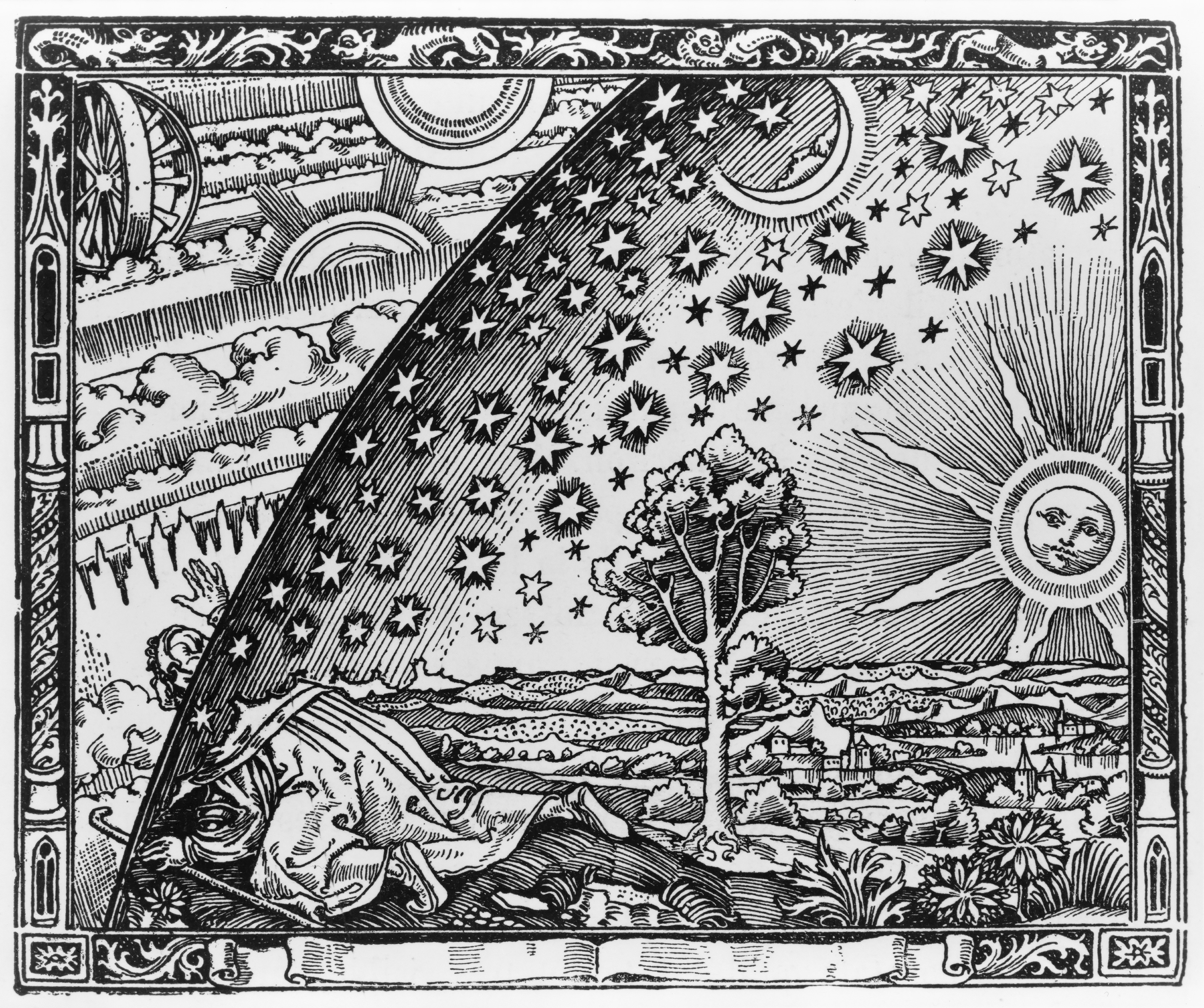
Um viajante coloca sua cabeça sob a borda do firmamento na impressão original (1888) da gravura de Flammarion.

A gravura de Flammarion é uma gravura em madeira de um artista desconhecido, assim chamada porque sua primeira aparição documentada está no livro de 1888 de Camille Flammarion, L'atmosphère: météorologie populaire.
A gravura tem sido, muitas vezes, mas erroneamente, referida como uma xilogravura. Ela tem sido usada para representar uma cosmologia supostamente medieval, incluindo uma terra plana delimitada por um céu sólido e opaco, ou firmamento, e também como uma ilustração metafórica de qualquer das missões científicas ou místicas do conhecimento.